# Donna Weinbrecht
Donna Weinbrecht (Hoboken, 23 aprile 1965) è un'ex sciatrice freestyle statunitense.

## Palmarès

### Olimpiadi
- 1 medaglia:
  - 1 oro (Albertville 1992 nelle gobbe)

### Mondiali
- 3 medaglie:
  - 1 oro (Lake Placid 1991 nelle gobbe)
  - 2 argenti (Oberjoch 1989 nelle gobbe; Nagano 1997 nelle gobbe)